# Cladonia merochlorophaea
Cladonia merochlorophaea är en lavart som beskrevs av Asahina. Cladonia merochlorophaea ingår i släktet Cladonia och familjen Cladoniaceae.  Arten är reproducerande i Sverige. Inga underarter finns listade i Catalogue of Life.